# Discografia di Roddy Ricch
La discografia di Roddy Ricch, rapper e cantautore statunitense, è costituita da due album in studio, tre mixtape e oltre venti singoli.

## Album in studio
| Anno                                                         | Titolo e dettagli | Classifiche | Classifiche | Classifiche | Classifiche | Classifiche | Classifiche | Classifiche | Classifiche | Certificazioni                          |
| Anno                                                         | Titolo e dettagli | USA         | AUS         | CAN         | IRE         | NLD         | NZL         | SWE         | UK          | Certificazioni                          |
| ------------------------------------------------------------ | --- | ----------- | ----------- | ----------- | ----------- | ----------- | ----------- | ----------- | ----------- | --------------------------------------- |
| 2019                                                         | Please Excuse Me for Being Antisocial - Pubblicato: 6 dicembre 2019 - Etichetta: Atlantic - Formati: CD, download digitale, streaming | 1           | 29          | 2           | 30          | 3           | 22          | 10          | 13          | - USA: Platino (2) - NZL: Oro - UK: Oro |
| 2021                                                         | Live Life Fast - Pubblicato: 17 dicembre 2021 - Etichetta: Atlantic - Formati: Download digitale, streaming                           | 4           | —           | 5           | 77          | 26          | 27          | —           | 34          |                                         |
| "—" indica una pubblicazione non classificata in quel paese. | |             |             |             |             |             |             |             |             |                                         |

## Mixtape
| 2017                                                         | Feed tha Streets - Pubblicato: 22 novembre 2017 - Etichetta: Bird Vision - Formati: Download digitale, streaming               | —  | —  | —  | —  |
| 2018                                                         | Feed tha Streets II - Pubblicato: 2 novembre 2018 - Etichetta: Bird Vision - Formati: Download digitale, streaming             | 67 | 84 | 67 | 86 |
| 2022                                                         | Feed tha Streets III - Pubblicato: 18 novembre 2022 - Etichetta: Bird Vision, Atlantic - Formati: Download digitale, streaming | 14 | 34 | —  | —  |
| "—" indica una pubblicazione non classificata in quel paese. | |    |    |    |    |

## Singoli

### Come artista principale
| Anno                                                         | Titolo                                          | Classifiche | Classifiche | Classifiche | Classifiche | Classifiche | Classifiche | Classifiche | Classifiche | Album                                 |
| Anno                                                         | Titolo                                          | USA         | AUS         | CAN         | IRE         | NLD         | NZL         | SWE         | UK          | Album                                 |
| ------------------------------------------------------------ | ----------------------------------------------- | ----------- | ----------- | ----------- | ----------- | ----------- | ----------- | ----------- | ----------- | ------------------------------------- |
| 2018                                                         | Die Young                                       | 99          | —           | —           | —           | —           | —           | —           | 84          | Feed tha Streets II                   |
| 2018                                                         | Ricch Forever                                   | —           | —           | —           | —           | —           | —           | —           | —           | /                                     |
| 2018                                                         | Every Season                                    | 107         | —           | —           | —           | —           | —           | —           | —           | Feed tha Streets II                   |
| 2018                                                         | Project Dreams (con Marshmello)                 | 108         | —           | —           | 87          | —           | —           | —           | —           | /                                     |
| 2019                                                         | How It Is (con Yxng Bane e Chip feat. The Plug) | —           | —           | —           | —           | —           | —           | —           | 18          | /                                     |
| 2019                                                         | Out tha Mud                                     | —           | —           | —           | —           | —           | —           | —           | —           | /                                     |
| 2019                                                         | Ballin' (con Mustard)                           | 11          | —           | 34          | 42          | 98          | —           | —           | 38          | Perfect Ten                           |
| 2019                                                         | Big Stepper                                     | 98          | —           | —           | —           | —           | —           | —           | —           | Please Excuse Me for Being Antisocial |
| 2019                                                         | Start wit Me (feat. Gunna)                      | 56          | —           | 63          | —           | —           | —           | —           | —           | Please Excuse Me for Being Antisocial |
| 2019                                                         | Tip Toe (feat. A Boogie wit da Hoodie)          | 73          | —           | 71          | —           | —           | —           | —           | —           | Please Excuse Me for Being Antisocial |
| 2020                                                         | Peta (feat. Meek Mill)                          | 72          | —           | 72          | —           | —           | —           | —           | —           | Please Excuse Me for Being Antisocial |
| 2020                                                         | The Box                                         | 1           | 4           | 1           | 2           | 4           | 1           | 5           | 2           | Please Excuse Me for Being Antisocial |
| 2020                                                         | High Fashion (feat. Mustard)                    | 20          | 87          | 30          | 48          | 91          | —           | —           | 45          | Please Excuse Me for Being Antisocial |
| 2021                                                         | 4 da Gang (con 42 Dugg)                         | 67          | —           | 68          | —           | —           | —           | —           | —           | Free Dem Boyz                         |
| 2021                                                         | Stunnaman                                       | —           | —           | —           | —           | —           | —           | —           | —           | /                                     |
| 2021                                                         | Late at Night                                   | 20          | —           | 24          | 38          | —           | —           | —           | 40          | Live Live Fast                        |
| "—" indica una pubblicazione non classificata in quel paese. |                                                 |             |             |             |             |             |             |             |             |                                       |

### Come artista ospite
| Anno                                                         | Titolo                                                                         | Classifiche | Classifiche | Classifiche | Classifiche | Classifiche | Classifiche | Classifiche | Classifiche | Album                                 |
| Anno                                                         | Titolo                                                                         | USA         | AUS         | CAN         | IRE         | NLD         | NZL         | SWE         | UK          | Album                                 |
| ------------------------------------------------------------ | ------------------------------------------------------------------------------ | ----------- | ----------- | ----------- | ----------- | ----------- | ----------- | ----------- | ----------- | ------------------------------------- |
| 2019                                                         | Racks in the Middle (Nipsey Hussle feat. Roddy Ricch & Hit-Boy)                | 26          | —           | 47          | 70          | —           | —           | —           | 59          | /                                     |
| 2019                                                         | Wow (Remix) (Post Malone feat. Roddy Ricch & Tyga)                             | —           | —           | —           | —           | —           | —           | —           | —           | /                                     |
| 2020                                                         | Letter to Nipsey (Meek Mill feat. Roddy Ricch)                                 | 73          | —           | —           | —           | —           | —           | —           | —           | /                                     |
| 2020                                                         | Walk Em Down (NLE Choppa feat. Roddy Ricch)                                    | 38          | —           | 49          | 65          | —           | —           | —           | 85          | Top Shotta                            |
| 2020                                                         | Numbers (A Boogie wit da Hoodie feat. Roddy Ricch, Gunna & London on da Track) | 23          | —           | 32          | 90          | —           | —           | —           | —           | Artist 2.0                            |
| 2020                                                         | Rockstar (DaBaby feat. Roddy Ricch)                                            | 1           | 1           | 1           | 1           | 1           | 1           | 3           | 1           | Blame It on Baby                      |
| 2020                                                         | The Woo (Pop Smoke feat. 50 Cent & Roddy Ricch)                                | 11          | 19          | 6           | 13          | 29          | 12          | 23          | 9           | Shoot for the Stars, Aim for the Moon |
| 2020                                                         | Gifted (Cordae feat. Roddy Ricch)                                              | 101         | —           | 84          | —           | —           | —           | —           | —           | From a Birds Eye View                 |
| 2022                                                         | How (Ella Mai feat. Roddy Ricch)                                               | —           | —           | —           | —           | —           | —           | —           | —           | Heart on My Sleeve                    |
| "—" indica una pubblicazione non classificata in quel paese. |                                                                                |             |             |             |             |             |             |             |             |                                       |